# Israel Gollancz

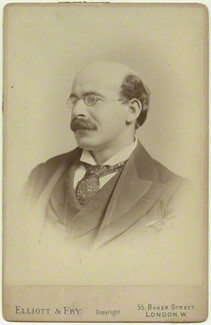
Israel Gollancz

Israel Gollancz (geboren 13. Juli 1864 in London; gestorben 23. Juni 1930 ebenda) war ein englischer Philologe und Literaturwissenschaftler, der sich unter anderem der Erforschung mittelenglischer Schriften und der Werke von William Shakespeare befasste.

## Leben
Gollancz wurde als jüngster Sohn des Rabbiners Samuel Marcus Gollancz (1820–1900) und dessen Ehefrau Johanna Koppell geboren. Er besuchte die City of London School, das University College in London sowie das Christ’s Church College in Cambridge. Von 1892 bis 1895 war er als Dozent am University College tätig (englisch Quain English Student and Lecturer). Im Folgejahr trat er eine Stellung als Hochschullehrer in Cambridge an und unterrichtete Anglistik. Anschließend erhielt er im Jahr 1905 einen Lehrstuhl am King’s College in London.
Gollancz war zudem Gründungsmitglied der British Academy und von 1902 bis zu seinem Tode erster Sekretär sowie Vorsitzender des Ausschusses des Shakespeare Memorial Theatres. Auch war er Direktor der Early English Text Society. Er betätigte sich als Erforscher Mittelalterlicher Texte. Zu seinen Werken gehörten neben dem Bearbeitung des Christ von Cynewulf die Übersetzungen einiger Schriften des Manuskripts Cotton Nero A.x. unter anderem das Gedicht Pearl und der Ritterromanze Sir Gawain and the Green Knight in modernes Englisch. Er half zudem bei der Erstellung des Dictionary of National Biography und schrieb Abhandlungen über die Werke Shakespeares.
Er war Mitglied in mehreren gelehrten Gesellschaften, war unter anderem Vorsitzender der „British Shakespeare Association“ und von 1910 bis 1922 Präsident der „Philological Society“. Er beteiligte sich zudem an der Erstellung eines Plans für ein Nationaltheater in London und setzte sich für die Gründung des „Cervantes-Lehrstuhls für Spanisch“ und des „Camoens-Lehrstuhls für Portugiesisch“ am King’s College ein. 1910 erhielt Gollancz gemeinsam mit Sidney Ball vom St. John’s College in Oxford das von Albert Kahn unterstützte „Albert Kahn Travelling Fellowship“. 1919 wurde er Mitglied der Real Academia Española und 1927 Mitglied der Medieval Academy of America. Er war Ehrendirektor der „Early English Text Society“ und „Leofric Lecturer“ am University College in Exeter. Er war von 1894 bis 1896 Herausgeber des in 40 Bänden erschienenen The Temple Shakespeare. 1919 wurde Gollancz zum Ritter geschlagen.
Familie
- Gollancz war der Bruder von Hermann Gollancz und ein Onkel von Victor Gollancz.
- Er heiratete 1910 die Malerin Alide (geborene Goldschmidt, 1878–1965), mit der er eine Tochter Marguerite (1911–1981) einen Sohn Oliver (1914–2004) hatte. Alide war eine Nichte von Henriette Hertz.[3]

## Veröffentlichungen (Auswahl)
- Cynewulf’s Christ, an eighth century English epic. D. Nutt, London 1892 (archive.org).
- The Exeter book: an anthology of Anglo-Saxon poetry. Band 1. Truebner, London 1895 (archive.org).
- Hamlet in Iceland : being the Icelandic romantic Ambales saga. D. Nutt, London 1898 (archive.org).
- A book of homage to Shakespeare. Humphrey Milford, London 1916 (archive.org).
- Pearl. An English poem of the fourteenth century. G.W. Jones, London 1918, (archive.org).
- Cleanness: an alliterative tripartite poem on the Deluge, the Destruction of Sodom, and the Death of Belshazzar, by the poet of Pearl. Oxford University Press, Oxford 1921 (archive.org).
- St. Erkenwald (Bishop of London 675–693) (= Select early English poems. 4.) Humphrey Milford / Oxford University Press, London 1922 (archive.org).
- Patience: an alliterative version of Jonah. Oxford University Press, London 1924 (archive.org).
- The sources of Hamlet (Shakespeare classics. Oxford University Press). Humphrey Milford, London 1926, OCLC 221420749.
- Sir Gawain and the Green Knight. (Pub. for the Early English Text Society by H. Milford). Oxford University Press, London 1940, (Textarchiv – Internet Archive).
- Vorwort und Glossar: The Temple Shakespeare. (archive.org).

## Sir Israel Gollancz-Preis
Der nach ihm benannte „Sir Israel Gollancz-Preis“ wird alle zwei Jahre für Arbeiten aus den Bereichen der angelsächsischen oder frühenglischen Sprache und Literatur, der Anglistik oder der Geschichte der englischen Sprache von der British Academy vergeben. Der Preis wurde erstmals im Jahr 1925 an den Philologen Joseph Wright verliehen. Im Jahr 1937 wurde C. S. Lewis für seine Abhandlung The Allegory of Love mit diesem Preis ausgezeichnet. Eine weitere nach ihm benannte Auszeichnung „Sir Israel Gollancz Memorial Lectures“ wird seit 1924 ebenfalls von der British Academy vergeben.